# Antenne marguerite
L’antenne marguerite ressemble à une fleur de marguerite d'où ce nom . Elle est constituée d'une capacité accordable en forme de marguerite et d'un pylône d'une grande longueur aléatoire généralement choisi pour la commodité.
L’antenne marguerite est de type à capacité terminale, dédiée à la réception radioélectrique et à l'émission radioélectrique par onde de sol dans un diagramme de rayonnement omnidirectionnel en polarisation verticale dans le spectre des radiofréquences des bandes basse fréquence et moyenne fréquence.
Cette antenne marguerite est utilisée principalement sur les radiophares, et quelquefois par des stations de radiodiffusion de faible puissance.

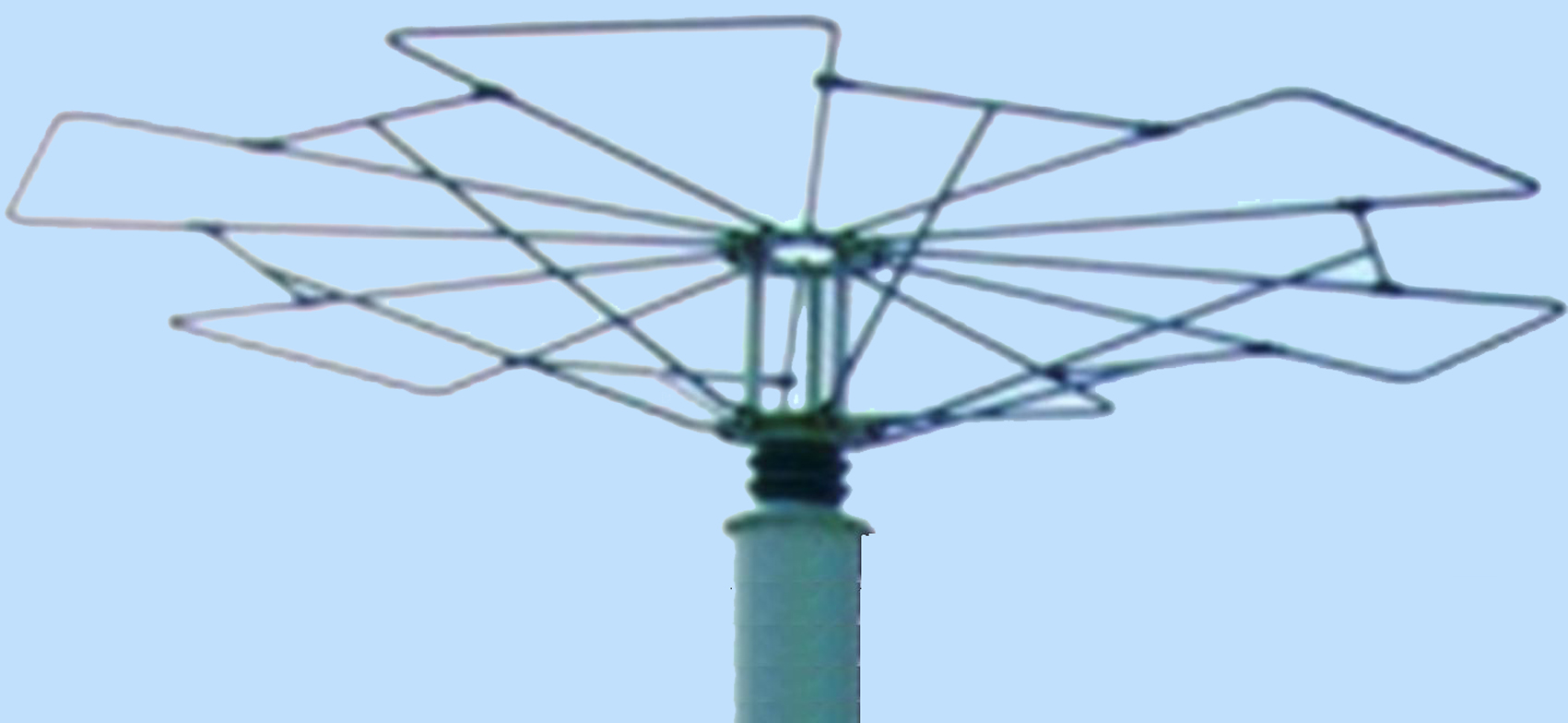
Capacité terminale de l’antenne marguerite et boite d'accord.

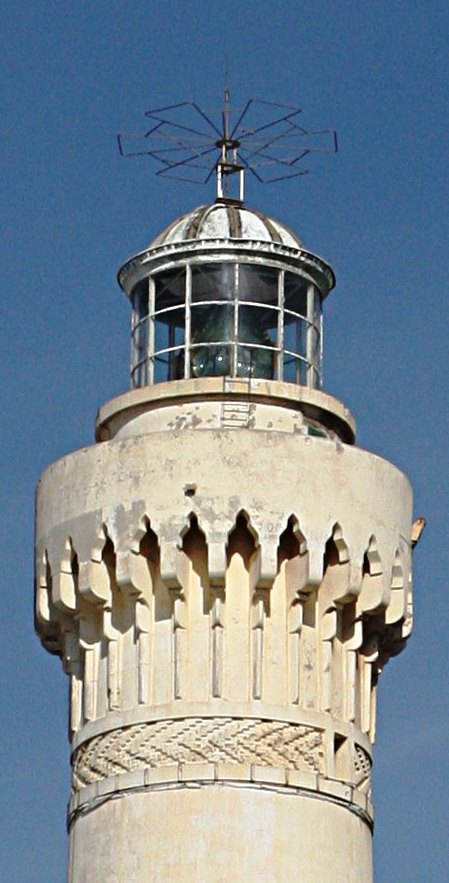
Radiophare surmonté par une antenne marguerite rayonnant une puissance de 700 W sur la fréquence de 301 kHz composée de six groupes de lettres « HA » modulées par 846 Hz en Code Morse, 7 secondes de signaux avec un silence de 13 secondes; soit au total 2 minutes d'émission puis un silence de plusieurs minutes. D'une portée radiotélégraphique de 100 miles marins (180 km).

## Description
L'antenne marguerite est à capacité terminale constituée par un plan horizontal de 4 m de diamètre pour travailler dans la bande 200 kHz à 700 kHz .
La capacité terminale de l'antenne marguerite est accordée à la fréquence de résonance par une boîte de couplage automatique. Pour le fonctionnement, une forte réactance inductive allonge électriquement l'antenne.

## Utilisation
Radiophares
Cette antenne marguerite est utilisée principalement sur les radiophares marine ou aérienne travaillant dans la bande 283,5 kHz à 405 kHz . 
Ces radiophares sont situés en un lieu connu émettant un signal radio continu ou périodique sur une fréquence radio donnée. 
Pouvant être implanté sur une station terrestre, un porte-avions ou une plate-forme en mer . La bande 325 kHz à 405 kHz est au service des radiophares aéronautiques.
Navires en mer
Capable de fonctionner depuis des navires en mer, (un bateau-feu), dans les bandes marines et sur la fréquence internationale de 500 kHz .
Radioamateur
L'antenne marguerite est utilisée par des radioamateurs dans les bandes :
- Bande des 2 km
- Bande des 630 mètres [2]
- Bande des 160 mètres

Radiodiffusion
Cette antenne marguerite est utilisée par des stations de radiodiffusion dans les bandes des grandes ondes et des petites ondes avec des puissances d'émission radioélectrique de plusieurs dizaines de watts et une portée radioélectrique de quelques dizaines de kilomètres .

## La boite d'accord
Le circuit d'accord le plus simple et est le circuit en L.
Comme pour tout circuit d'accord, son rôle est double :
- 1°) D'amener l’ensemble à la résonance, en vibration électrique.
- 2°) Couple et adapte l'impédance caractéristique de l’antenne à la station.

Soit l’antenne est raccordée directement à une boite de couplage étanche en extérieure. 
 Pour une prise d'écoute sur une fréquence, l'opérateur radio doit appuyer 5 secondes sur la touche "TUNE" 5 secondes pour l'accord du coupleur automatique.

## Contrepoids électrique
Le courant engendre des ondes électromagnétiques qui revienne à la boite d'accord, par liaison capacitive avec le contrepoids électrique réalisé à l'aide du pylône d'antenne puis d'un contact électrique dans :
- la coque du navire
- le circuit de terre du bâtiment.
- un sol artificiel métallique par exemple en grillage de grande surface directement sous la base de l'antenne et autour de l'antenne.
- une prise de terre dans une zone humide,

## Avantages
L'antenne est à résonance variable, d'où un rendement optimal sans se préoccuper de la grandeur du pylône quant à sa résonance, ni de sa hauteur par rapport au sol pour son impédance. La marguerite de l'antenne est raccordée à une boite de couplage avoisine un ROS de 1:1.

## Inconvénients
- Les stations de radiodiffusion sont de faible puissance pour utiliser cette antenne (la puissance est limitée à quelques dizaines de Watts).
- La boîte de couplage automatique est en hauteur, au-dessus du pylône et sous la marguerite de l'antenne (difficile pour l'entretien et de-plus exposé aux intempéries).
- La prise aux vents est conséquente.